# Brookfield (Wisconsin)
Brookfield es una ciudad ubicada en el condado de Waukesha en el estado estadounidense de Wisconsin. En el Censo de 2010 tenía una población de 37.920 habitantes y una densidad poblacional de 530,72 personas por km².

## Geografía
Brookfield se encuentra ubicada en las coordenadas 43°3′52″N 88°7′4″O / 43.06444, -88.11778. Según la Oficina del Censo de los Estados Unidos, Brookfield tiene una superficie total de 71.45 km², de la cual 70.16 km² corresponden a tierra firme y (1.8%) 1.29 km² es agua.

## Demografía
Según el censo de 2010, había 37.920 personas residiendo en Brookfield. La densidad de población era de 530,72 hab./km². De los 37.920 habitantes, Brookfield estaba compuesto por el 89.96% blancos, el 1.21% eran afroamericanos, el 0.17% eran amerindios, el 6.69% eran asiáticos, el 0.04% eran isleños del Pacífico, el 0.5% eran de otras razas y el 1.42% pertenecían a dos o más razas. Del total de la población el 2.25% eran hispanos o latinos de cualquier raza.